# 28716 Calebgonser
28716 Calebgonser è un asteroide della fascia principale. Scoperto nel 2000, presenta un'orbita caratterizzata da un semiasse maggiore pari a 2,3373975 UA e da un'eccentricità di 0,1393997, inclinata di 7,58567° rispetto all'eclittica.